# Comedia de cautivos
Se denomina comedia de cautivos a un subtipo de comedia española de los siglos XVI a XVIII de tema histórico cuyo argumento trata o toca de alguna forma el tema del cautiverio, principalmente de cristianos capturados por musulmanes. 

## Historia
Entre los antecedentes de la comedia de cautivos se encuentran relatos como el diálogo Viaje de Turquía de Cristóbal de Villalón (1557) o la novela bizantina La Selva de Aventuras, obra de Jerónimo de Contreras fechada en 1565 en la que el protagonista, un noble sevillano de nombre Luzmán, sufre estoicamente el cautiverio. Igualmente muchos cautivos dejaron testimonio escrito de sus padecimientos, como Jerónimo de Pasamonte o Diego Galán, natural de Consuegra, o incluso Cervantes en su "Historia del cautivo", incluida en la primera parte del Quijote.
Una cierta maurofilia además inspiraba el género de la novela morisca (cuya obra maestra es la Historia del Abencerraje y la hermosa Jarifa, 1565) y el romance morisco, contra el cual en cierto modo reaccionaban estas comedias, en cuya mayor parte se exaltan las virtudes cristianas y se propala el antecedente de un cierto tipo de nacionalismo. Las comedias de cautivos estuvieron de moda en España durante la segunda mitad del siglo XVI, y el género se prolongará después a lo largo del siglo XVII (inspirándose algunas en la Topografía e historia general de Argel de Diego de Haedo, publicada en 1612) y XVIII. Entre los escritores que han tocado este subgénero y aun se han especializado en él se encuentra Miguel de Cervantes Saavedra, empleando en el argumento de sus obras elementos autobiográficos tomados del periodo en que permaneció prisionero en Argel apresado por piratas berberiscos.

## Obras

### Siglos XVI y XVII
- Los tratos de Argel, tragicomedia de Miguel de Cervantes Saavedra.
- Los baños de Argel, tragicomedia de Miguel de Cervantes Saavedra.
- La gran sultana , comedia de Miguel de Cervantes Saavedra, la acción tiene lugar en Constantinopla.
- El gallardo español, comedia de Miguel de Cervantes Saavedra.
- Los cautivos de Argel, comedia de Lope de Vega.
- El otomano famoso, comedia de Lope de Vega.
- El Argel fingido y renegado de amor, comedia de Lope de Vega.
- Jorge Toledano, comedia de Lope de Vega.[4]
- El mártir de Madrid, de Antonio Mira de Amescua
- El príncipe constante, comedia de Pedro Calderón de la Barca.
- El parecido de Túnez, comedia de Jerónimo de Cáncer, Juan de Matos Fragoso y Agustín Moreto
- El redemptor cautivo, comedia de Juan de Matos Fragoso y Sebastián de Villaviciosa.

### SigloXVIII
- Los mártires de Toledo y tejedor Palomeque, de Eugenio Gerardo Lobo.
- Los esclavos de su esclava y hacer bien nunca se pierde, de Juan del Castillo.
- El galeote cautivo, de Antonio Valladares de Sotomayor.
- La Magdalena cautiva, de Antonio Valladares de Sotomayor.